# Епархия Сьюдад-Обрегона
Епархия Сьюдад-Обрегона (лат. Dioecesis Civitatis Obregonensis) — Епархия Римско-католической церкви с центром в городе Сьюдад-Обрегон, Мексика.

## История
20 июня 1959 года Римский папа Иоанн XXIII издал буллу «Cum petiisset», которой учредил епархию Сьюдад-Обрегона, выделив её из Архиепархия Эрмосильо.

## Ординарии епархии
- епископ José de la Soledad Torres y Castañeda, 1959—1967
- епископ Miguel González Ibarra, 1967—1981
- епископ Luis Reynoso Cervantes, 1982—1987
- епископ Vicente García Bernal, 1988—2005
- епископ Juan Manuel Mancilla Sánchez, 2005—2009
- епископ Felipe Padilla Cardona, 2009-